# Naama Kates
Pour les articles homonymes, voir Naama et Kates.
Naama Kates, née le 11 janvier 1985 à Lorain dans l'Ohio, est une actrice, productrice, scénariste, réalisatrice et chanteuse américaine.

## Biographie
En 2007, elle est la vedette principale du film belge-américain Nothing Sacred.
En 2013, elle est la vedette principale du film The 10 Commandments of Chloe (en) qu'elle a écrit et produit.
En 2017, elle écrit et réalise son premier long métrage, Sorceress.

## Discographie
- 2012 : The Unexamined Life
- 2013 : King for the Day
- 2014 : Souled

## Filmographie

### Actrice
- 1998 : Stepmom : l'amie d'Anna
- 2003 : Life Sick (court métrage) : Sheila
- 2006 : Delirious : une invitée à la soirée
- 2007 : Super Slice (court métrage) : une victime de la rue
- 2008 : NCIS : Enquêtes spéciales (série télévisée) : Rose Woodhouse
- 2008 : Cookies & Cream (en) : Jodie
- 2009 : My Normal : Mélanie
- 2009 : Road to Moloch (court métrage) : Shepard
- 2010 : Tic : Tic-Tac-To Girl
- 2010 : 5 (court métrage) : Tiffy
- 2010 : Orgy of the Damned : Fauna
- 2010 : Eating (court métrage) : Kale
- 2011 : From the Head : Bella
- 2012 : Eden : Svetlana
- 2012 : This Girl's Gun (court métrage) : Mad Lula
- 2012 : Nothing Sacred : Delilah
- 2013 : On the Set W Jasper Cole (série télévisée) : elle-même
- 2013 : The 10 Commandments of Chloe (en) : Chloe
- 2015 : Nothing Sacred : Delilah
- 2017 : Sorceress : Nina

### Scénariste
- 2013 : The 10 Commandments of Chloe (en)
- 2017 : Sorceress

### Productrice
- 2012 : This Girl's Gun (court métrage) (productrice associée)
- 2013 : The 10 Commandments of Chloe (en) (productrice)
- 2017 : Sorceress (productrice)

### Réalisatrice
- 2017 : Sorceress